# Ecoboot
Das Ecoboot ist ein rein elektrisch angetriebenes Mehrzweckschiff, das hauptsächlich für die Abfallbeseitigung in der Utrechter Innenstadt eingesetzt wird. Es ist neben dem Bierboot das zweite Schiff der Stadt Utrecht, das zur Minderung der Umweltbelastungen in der Innenstadt im Einsatz ist.

## Konstruktion und Ausrüstung
Das Ecoboot ist eine geschweißte Stahlkonstruktion mit reinem Elektroantrieb. Der Strom wird von vier Akkupaketen mit je 480 Volt abgegeben. Im Bug ist ein 20 PS starkes Kalkman-Bugstrahlruder vom Typ Beta Super 20 E eingebaut. Ein elektrohydraulischer Kran befördert die Abfalltonnen von der Straße zum Boot und entleert sie dort mit einem Kippsystem, wie es auch bei den Müllwagen verwendet wird, in einen der acht an Bord aufgestellten 3 m³ fassenden Behälter. Es werden gleichzeitig alle Sorten von Abfall, wie Glas, Papier, Bioabfall und Restmüll transportiert. Bei Bedarf können anstatt der Abfallcontainer auch 26 Rollcontainer oder 24 Kühlcontainer an Deck aufgestellt werden. Das Boot kann 15 Tonnen Ladung mitnehmen, das entspricht der Ladung von zwei Müllwagen. Während der Beladung kann das Boot mit einem hydraulisch absenkbaren Ankerpfahl verankert werden. Mit einer Gesamthöhe von nur 1,63 m kann das Ecoboot auch unter den niedrigsten Brücken durchfahren.